# Apostolisches Vikariat Mongo
Das Apostolische Vikariat Mongo (lat.: Apostolicus Vicariatus Mongensis) ist ein römisch-katholisches Apostolisches Vikariat mit Sitz in Mongo im Tschad. Es umfasst die Provinzen Guéra, Batha, Ouaddaï, Wadi Fira, Borkou, Ennedi Est, Ennedi Ouest, Tibesti und Salamat.

## Geschichte
Papst Johannes Paul II. gründete die Apostolische Präfektur am 1. Dezember 2001 aus Gebietsabtretungen des Erzbistums N’Djaména und des Bistums Sarh mit der Bulle Universae Ecclesiae. Am 3. Juni 2009 wurde sie zum Apostolischen Vikariat erhoben.

## Ordinarien

### Apostolische Präfekten
- Henri Coudray SJ, 2001–2009

### Apostolische Vikare
- Henri Coudray SJ, 2009–2020
- Philippe Abbo Chen, seit 2020